# Hemmingford (Quebec)
Hemmingford es un municipio de la provincia de Quebec en Canadá. Es una de las ciudades pertenecientes al municipio regional de condado de Les Jardins-de-Napierville y, a su vez, a la región de Vallée-du-Haut-Saint-Laurent en Montérégie.

## Geografía
El territorio del municipio de pueblo de Hemmingford está enclavado en el del municipio del cantón de Hemmingford. Tiene una superficie total de 0.91 km² toda tierra firme.

## Política
Forma parte de las circunscripciones electorales de Huntingdon a nivel provincial y de Beauharnois-Salaberry a nivel federal.

## Demografía
Según el censo de Canadá de 2011, había 808 personas residiendo en este municipio con una densidad de población de 783,2 hab./km². Los datos del censo mostraron que de las 757 personas censadas en 2006, en 2011 hubo un aumento de 51 habitantes (6,7 %). El número total de inmuebles particulares resultó de 383. El número total de viviendas particulares que se encontraban ocupadas por residentes habituales fue de 367.